# Stahlia monosperma
Stahlia monosperma är en ärtväxtart som först beskrevs av Louis René Tulasne, och fick sitt nu gällande namn av Ignatz Urban. Stahlia monosperma ingår i släktet Stahlia och familjen ärtväxter. Inga underarter finns listade i Catalogue of Life.

## Bildgalleri

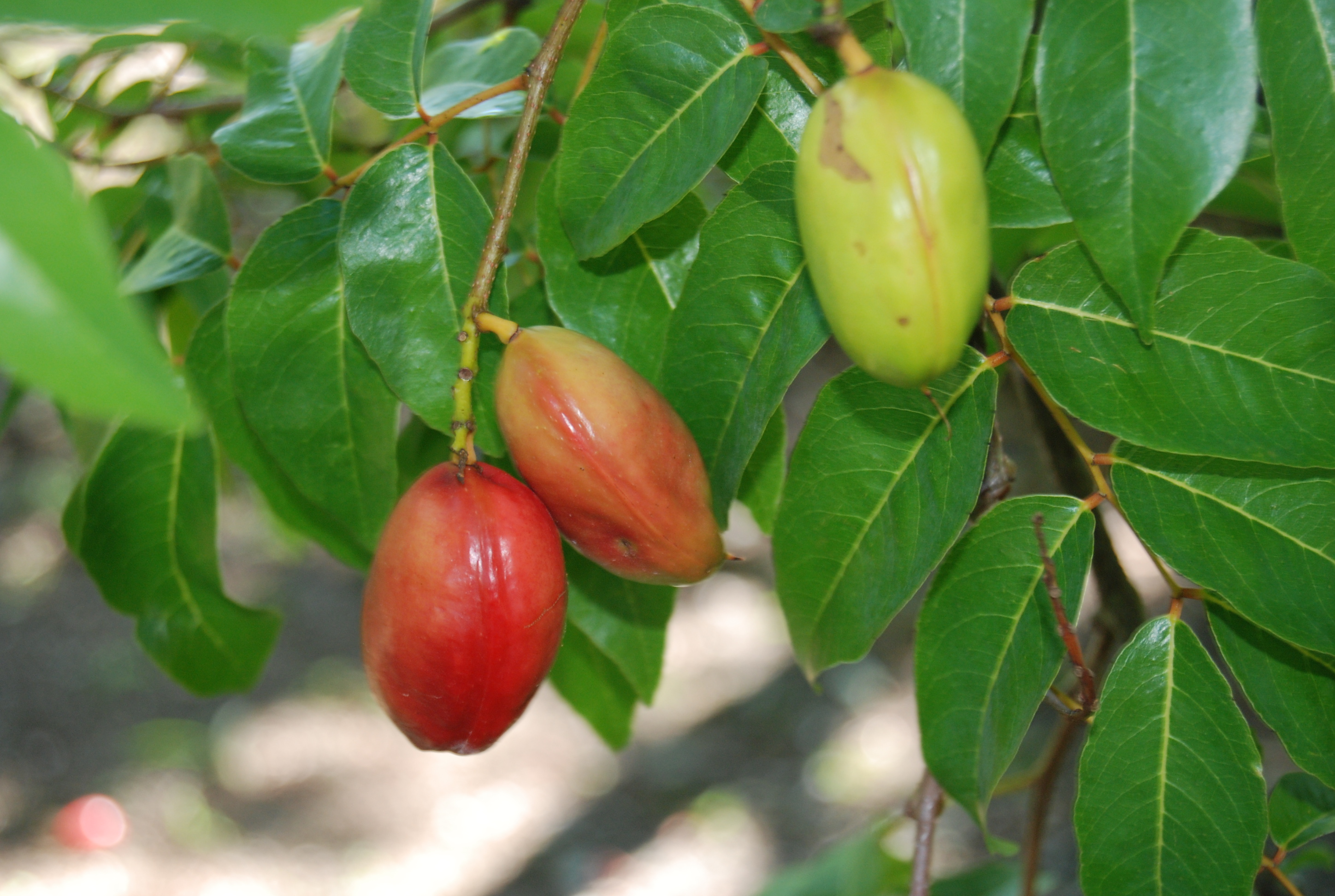
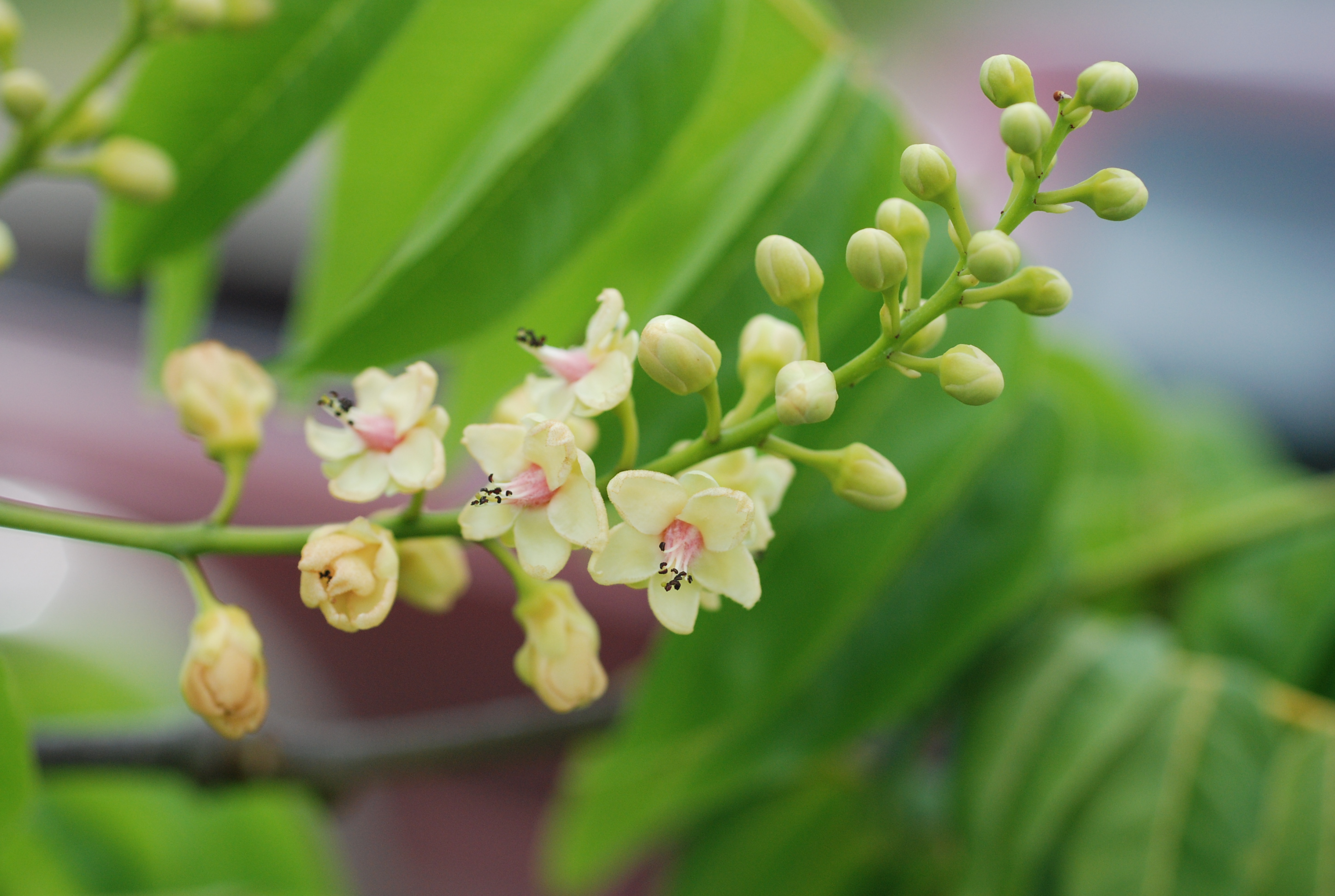